# علم شمال برابنت
علم شمال برابنت هو علم مقاطعة شمال برابنت في هولندا. العلم هو علم ذو نقشات مربعة من اللونين الأحمر والأبيض

## التاريخ
يعود تاريخ هذا العلم إلى العصور الوسطى ليكون أقدم علم من بين اعلام مقاطعات هولندا. وقد استعمل هذا العلم منذ أن كانت هذا المقاطعة تابعة دوقية لورين . وقد بقي هذا العلم مستعمل حتى القرن الثامن عشر ، ليتوقف استخدام هذا العلم حتى 1959 ، ليعاد استخدامه كعلم رسمي للمقاطعة بعد ذلك.

## الوصف
يتألف هذا العلم من 4 صفوف أفقية وستة أعمدة يتألف كل صف من ست مربعات ذوت ألوان أحمر وأبيض تتغير بالتناوب بدأً من اللون الأحمر في السطر الأول، وكل عمود من أربع ألوان تتغير بالتناوب بدأً باللون الأحمر من العمود الأول.